# リチャード・カーハン
リチャード・マイケル・カーハン（Richard Michael Kahan、1980年5月15日 - ）はカナダのマニトバ州ウィニペグ出身の俳優。

## 主な出演作品
- Edgemont (2001-2005) テレビシリーズ
- Da Vinci's Inquest (2004)
- 4400 未知からの生還者 The 4400 (2004) テレビシリーズ
- The Colt (2005)
- The Sparkle Lite Motel (2006)
- メンタリスト season2 13話 ジェフ・スパーホーク (2010)